# Селаси, Тайе
Тайе Селаси (англ. Taiye Selasi, 2 ноября 1979, Лондон) — британская и американская писательница ганско-нигерийского происхождения.

## Биография
Мать — из Нигерии (йоруба), отец — из Ганы, оба врачи. Она — старшая из сестер-близнецов, что и обозначает её имя на языке йоруба. Выросла в Бостоне, куда переехали родители; вскоре они расстались. Тайе закончила Йельский университет по американистике и Нафилд-колледж Оксфордского университета по международным отношениям.
Увлекается фотографией. Живёт в Нью-Йорке и в Риме.

## Творчество
По предложению Тони Моррисон, с которой познакомилась в Оксфорде, Тайе написала новеллу «Сексуальная жизнь африканских девушек», которую британский журнал Granta опубликовал в 2011 и которая вошла в США в число лучших рассказов 2012 (). Издательство Penguin Press купило права на ещё не завершенный роман писательницы, который был впоследствии опубликован в 2013 и права на который приобретены издательствами ещё 16 стран. В 2013 журнал Гранта включил Селаси в число 20 лучших молодых писателей Великобритании (). Экспертами британской книготорговой сети Waterstones роман назван в числе 11 лучших литературных дебютов года ().

## Произведения
- Ghana must go. New York: Penguin Press, 2013 (роман уже вышел на немецком и голландском языках, а также издан аудиокнигой)